# Kanton La Grand-Croix
Kanton La Grand-Croix (francouzsky Canton de La Grand-Croix) je francouzský kanton v departementu Loire v regionu Rhône-Alpes. Tvoří ho 10 obcí.

## Obce kantonu
- Cellieu
- Chagnon
- Doizieux
- Farnay
- La Grand-Croix
- L'Horme
- Lorette
- Saint-Paul-en-Jarez
- La Terrasse-sur-Dorlay
- Valfleury